# Essex Senior Football League
Az Essex Senior Football League 1971 óta szerepel az angol labdarúgó-bajnokságok rendszerében. Essex, Hertfordshire és London csapatai versengenek az országosan kilencedik szinten rangsorolt kiírásban.
A divízió összesen 21 klub részvételét biztosítja a ligában.

## Története
1971-ben 9 csapat hozta létre a ligát. A csapatok az alábbi listában vannak feltüntetve.
| Az Essex Senior Football League alapító tagjai |
| ---------------------------------------------- |
| Basildon United                                |
| Billericay Town                                |
| Heybridge Swifts                               |
| Pegasus Athletic                               |
| Saffron Walden Town                            |
| Southend United (tartalék)                     |
| Stansted                                       |
| Tiptree United                                 |
| Witham Town                                    |

## A bajnokság rendszere

Az Essex Senior League zöldeskék színnel jelölve

Mindegyik részt vevő két alkalommal mérkőzik meg ellenfelével.
A győztes 3 ponttal lesz gazdagabb, döntetlen esetén 1 pontot kap mindkét csapat, a vereségért nem jár pont.

### Feljutás
A bajnokság első helyezettje a következő évben az Isthmian League Division One North résztvevőjeként szerepelhet.
Amennyiben az első helyezett nem képes megfelelni a feljutási követelményeknek, akkor a második vagy harmadik helyezett csapatnak van jogosultsága egy szinttel feljebb lépni.
Ebben az esetben az Isthmian League Division One North küzdelmeit kieső helyen záró együttesek közül egy, az Essex Senior Football League tagjává válik.

### Kiesés
A bajnokságnak nincs alsóbb osztálya, ezért kieső csapat sincs.
Egy esetleges visszalépés esetén az új résztvevőt a tizenegyedik szinten működő Essex Olympian League pótolja.

## Külső hivatkozások
- Hivatalos honlap
- RSSSF